# Tetragnatha torrensis
Tetragnatha torrensis là một loài nhện trong họ Tetragnathidae.
Loài này thuộc chi Tetragnatha. Tetragnatha torrensis được miêu tả năm 1994 bởi Schmidt & Piepho.